# El Portús (Adons)
El Portús és un coll a 1.650 m d'altitud del límit dels termes municipals de Tremp, del Pallars Jussà, dins de l'antic municipi ribagorçà d'Espluga de Serra, i del Pont de Suert, dins de l'antic terme de Viu de Llevata, de l'Alta Ribagorça. Així doncs, tot i que aquesta collada pertany geogràficament del tot a la comarca ribagorçana, administrativament separa el Pallars Jussà de l'Alta Ribagorça.
Està situat al bell mig de la Serra de Sant Gervàs, a ponent de l'Avedoga d'Adons i del Faro d'Avall, i a llevant de Castellveire i la Roca de Sant Gervàs.